# Magonia (mitologie)
Magonia este numele unui regat ceresc imaginar menționat de un tratat de magie scris în 815 de către episcopul Agobard de Lyon. Acesta era locul de origine al unui popor de pirați din ceruri (Magonieni) care călătoresc cu nave magice sub formă de nori care erau folosite pentru a crea furtuni meteorologice prin care furau recolta de pe câmp.
Magonia este menționată în lucrarea sa Lober Contra Insulam Virgi Opinionen.
„noi am văzut și ascultat mulți oameni adânciți într-o așa stare de stupiditate, înecați în adâncurile nebuniei, încât cred că există o regiune numită de ei Magonia unde nave plutesc pe nori pentru a duce fructe... Marinarii... primesc și ei de la aceștia grâu și alte produse. Printre oamenii a căror nebunie e așa de mare încât cred așa ceva am văzut pe unii extirpând dintr-o adunare patru persoane strâns legate... care, pretindeau, au căzut din aceste nave... i-au adus în prezența noastră pentru a fi lapidați. Dar adevărul a învins!”—Lober Contra Insulam Virgi Opinionen